# Tannenbaum Sraga
Tannenbaum Sraga Cevi (héberül: שרגא צבי טננבאום), utóneve Sarge formában is, másik nevén Tannenbaum Fábián (Szendrő, 1825. vagy 1826. – Mezőcsát, 1897. február 6.) magyarországi zsidó rabbi.

## Élete
Tannenbaum Vilmos verpeléti rabbi és Fränkl Sáli gyermekeként született. Fivére, Tannenbaum Jakab putnoki rabbi volt. 1848-ban a szendrői hitközség rabbija lett, ahol 26 éven át működött. 1874-ben a mezőcsáti hitközség élére került. Munkái három kötetben jelentek meg, és homiletikus magyarázatokat, glosszákat, responsumokat tartalmaznak.
1894/95-ben lemondott a rabbi-székről és helyébe veje, Altmann Juda lett megválasztva. Tannenbaum Sraga 1897-ben hunyt el, 72 éves korában.